# کی‌ال‌ای
کی‌ال‌ای (انگلیسی: KLA) شرکت الکترونیک آمریکایی است، که در سال ۱۹۹۷ تأسیس شد.